# María Asurmendi Villaverde
María del Carmen Asurmendi Villaverde (Pamplona, 4 d'abril de 1986) és una jugadora de bàsquet navarressa.
Base, debutà a la Lliga femenina amb Arranz-Jopisa Burgos la temporada 2006-07. Al llarg de la seva carrera esportiva ha jugat a diversos de l'elit estatal. Després de quatre temporades amb l'equip basc, s'incorporà a l'Oses Construcción Ardoi de la Lliga Challenge la temporada 2022-23. Amb el club navarrès ha aconseguit l'ascens a la Primera Divisió, essent el segon club de Navarra en aconseguir-ho.